# Primavera en un pueblo pequeño
Primavera en un pueblo pequeño (Xiǎochéng zhī chūn) es una película de origen chino, estrenada en 1948, considerada la mejor película china de la historia por la Asociación de Premios de Cine de Hong Kong. Fue dirigida por Fei Mu con un guion escrito por Li Tianji (en chino tradicional: 李天濟; en chino simplificado: 李天济; pinyin: Lǐ Tiānjì).

## Características
La película esta rodada en blanco y negro. Su director, Fei Mu, era conocido por la gran empatía que sentía hacia las mujeres, sentimiento que reflejó en sus películas. Fue producida y financiada por la Compañía de Cine Wenhua, cuyo profundo déficit financiero en su momento la forzó a producir Primavera en un pueblo pequeño con un presupuesto muy bajo, así como una trama y escenario minimalistas, suficiente para desarrollar una historia con solo cinco personajes. El rollo original de la película se encuentra ahora en el Archivo de Cine Chino.

## Argumento
La historia se centra en la familia Dai, que con un pasado de prosperidad vive un presente de pobreza, en un pequeño pueblo de la región Jiangnan, luego de la segunda guerra sino-japonesa. 
La película comienza con Yuwen (Wei Wei) caminando sola a través de las ruinas de la muralla de la ciudad, mientras comenta sobre la naturaleza lenta y circular de su vida. Su esposo y patriarca Liyan (Shi Yu) está enfermo y se lamenta por la situación miserable de su familia. Pasa sus días en el patio, consumido por la nostalgia de un pasado que fue mejor. Debido a la depresión que padece, su matrimonio con Yuwen carece de intimidad desde hace mucho tiempo, aunque ambos continúan siendo fieles el uno al otro. Mientras tanto, Xiu (Zhang Hongmei), la hermana adolescente de Liyan, demasiado joven para recordar el pasado, se muestra alegre y animada pese a las ruinas en que se encuentra su hogar. La familia se completa con Lao Huang (Cui Chaoming), viejo sirviente de la familia Dai que ha permanecido fiel pese a la decadencia. La llegada de un visitante inesperado sacudirá de repente a la familia.
Llega de visita un amigo de la infancia de Liyan, Zhang Zhichen (Li Wei), un doctor de Shanghái, que había estado involucrado sentimentalmente con Yuwen antes de que ella se casara con Liyan. La trama seguirá la complicada relación que establecerán Yuwen, Liyan, Zhichen y Xiu. Yuwen se encuentra en un conflicto entre su amor por Zhichen y su deber de fidelidad a su marido. En la primera noche que Zhichen pasa en el pueblo, Yuwen lo visita llevándole sábanas y un termo, demostrando su preocupación. El viejo amor entre ambos vuelve a surgir. Luego de ese día, Liyan, Yuwen, Zhichen y Xiu hacen una salida juntos. En una escena en la que los cuatro navegan en botes, Zhichen y Yuwen hacen contacto visual, poniendo en evidencia la situación. El clímax emocional ocurre cuando ambos caminan a través de la muralla en ruinas y el sendero entre los árboles. Allí, ambos confiesan su amor. 
Pero el acercamiento romántico entre Yuwan y Zhichen, es interrumpido por una conversación entre Liyan y Zhichen, en la que el primero le confiesa que se siente indigno del amor de su esposa, a pesar del cariño que tiene por ella. Y le dice que las cosas serían mejores si Zhichen se casara con su esposa. Esto causa que Zhichen se sienta culpable y busque terminar su acercamiento amoroso hacia Yuwen. Una escena en la que el conflicto emocional se hace patente es en la que Zhichen y Yuwen consideran cómo seguirá su relación, y ella pregunta «¿Qué pasaría si él muere?». Asombrada por lo que acaba de decir, entiende el dilema de su vida se dirime entre el amor por un hombre y la fidelidad por otro. Como si esto fuera poco, su hermana menor Xiu, quien acaba de cumplir 16 años y se ha transformado en una joven mujer, también desarrolla sentimientos románticos por Zhichen, quien a su vez está enredado entre el amor por Yuwen y la lealtad a su viejo amigo. A medida que la película progresa, tanto Liyan como Xiu comienzan a sospechar que Zhichen y Yuwen están desarrollando sentimientos el uno por el otro.
Durante una noche de celebración, Zhiche, Liyan, Yuwen y Xiu disfrutan bebiendo y jugando. Liyan comienza a notar una felicidad en Yuwen que no ha visto en mucho tiempo, pero esa felicidad parece provenir solamente de su interacción con Zhichen. En una conversación con Yuwen poco tiempo después, Liyan le expresa su sentimiento de culpa por ser un mal esposo, y llega a decir en voz alta su deseo de que ella se case con Zhichen. Mientras Yuwen y Zhichen tratan de decidir entre reprimir o entregarse a su pasión por el otro, Liyan intenta suicidarse tomando grandes cantidades de somníferos, siendo salvado por Zhichen mediante maniobras de resucitación. Luego de su intento de suicidio, Yuwen busca reparar su relación con Liyan. Yuwen y Zhichen se comprometen a no desenterrar su relación pasada y continuar con sus vidas. 
Finalmente, Zhichen decide volver a Shanghái. Xiu y Huang lo acompañan hasta la estación y en el camino la joven le pide que vuelva. Él se compromete a volver en la próxima primavera, pero ella le pide que vuelva antes, el próximo verano. En la última escena, mientras Yuwen mira la partida de Zhichen desde una colina, Liyan se acerca a ella caminando dificultosamente con un bastón y ambos se toman de la mano.

## Recepción

### Contexto
Cuando la película fue estrenada China estaba viviendo la etapa final de la guerra civil entre el Partido Nacionalista liderado por Chiang Kai-shek y el Partido Comunista (PCCh) liderado por Mao Zedong, que resultaría vencedor al año siguiente cuando fue fundada la República Popular China.
El director del film, Fei Mu, tenía una clara postura política a favor del Partido Nacionalista y contra el Partido Comunista, y entre las películas de intencionalidad política se destacaba, Canción de China (Tiān lún, 1935), de la productora Lianhua, donde expresaba la postura del Movimiento Vida Nueva de Chiang Kai-shek.
En sentido contrario, el PCCh impulsaba en ese entonces, una postura artística cuyas bases habían sido establecidas por Mao al lanzar el Movimiento de Rectificación de Yan'an, en 1942, en un discurso publicado bajo el título «Intervenciones en el foro de Yenàn sobre arte y literatura», proponiendo la crítica tanto artística como política de las obras de arte, de modo de que no queden reducidas a una mirada «del arte por el arte», sino que también tengan en cuenta su mensaje y meta-mensaje político, cultural e ideológico.

### Crítica
La película es considerada una obra maestra del cine chino. En 2011 fue incluida en la lista «las 100 mejores películas chinas» por el Comité Ejecutivo del Festival de Premios Caballo de Oro de Cine de Taipéi. En 2005, la Asociación de Premios de Cine de Hong Kong la nombró «la mejor película china jamás realizada». El director de cine Wang Chao declaró que la película era una de sus favoritas y que Fei Mu era el director que más admiraba. En 2002, la película fue rehecha por Tian Zhuang-zhuang. Fue votada la 127.ª mejor película de todos los tiempos en la encuesta de críticos de Sight & Sound en 2012.

## Lírica
Primavera en un pueblo pequeño comienza con una narración en off por parte de la protagonista, Yuwen. Su voz en off relata las tediosas rutinas de su vida cotidiana. Ella describe la trama mientras esta se le es presentada a la audiencia, añadiendo a la narración sus sentimientos y emociones. Su voz en off dura aproximadamente 18 minutos, hasta que ella y Zhichen se encuentran por primera vez luego de su separación, causada por la guerra. La narracióon de Yuwen es a menudo considerada por la crítica como altamente artística y única. Leung Ping-kwan, un reconocido poeta de Hong Kong, comentó sobre las cualidades artísticas y líricas de la película, dándole especial importancia a esta narración. Para el poeta, la voz de Yuwen es más que una simple narración, sino más bien una herramienta cinematográfica lírica que caracteriza a la literatura moderna. De acuerdo con Leung, la voz en off es crucial a la hora de establecer el sentido excepcional de lírica de la película, así como la interpretación personal de Fei Mu sobre la ruina de una familia y su estética poética. El autor también señala que, en vez de describir lo que ha ocurrido, la narración se concentra en el conflicto y cambio interiores de la protagonista, volviéndola una especie de narradora falible.
De acuerdo a Jie Li, la voz en off de Yuwen, junto con los planos subjetivos o que se corresponden con su punto de vista personal, conectan las derruidas murallas de la ciudad, el pesimismo de su marido, y las ruinas del compuesto familiar. La tranquila cinematografía resuena con el conocido poema de Du Fu llamado "Spring Gaze", escrito durante la rebelión de An Lushan. La voz de Yuwen es el puente entre la aburrida e inmóvil ciudad con el hogar íntimo donde los personajes liberan sus hondos deseos por pasión y conclusión.

## Traducciones
Una versión subtitulada al inglés de Primavera en un pueblo pequeño fue realizada por el profesor Christopher Read y se encuentra disponible en Youtube. Otras versiones subtituladas son comercializadas por el British Film Institute y Cinema Epoch.

## Otras versiones
En 2002, Tian Zhuang-zhuang dirigió una nueva versión de Primavera en un pueblo pequeño, la cual fue elogiada en el Festival Internacional de Cine de Venecia y recibió críticas favorables. Sin embargo, la película fue criticada por eliminar la voz en off de Yuwen, que narraba la historia.

## Banda sonora
"In the Faraway Place" y "One Cute Rose" son canciones folklóricas que aparecen en la película, creadas por Wang Loubin y cantadas por Hongmei Zhang y Yu Shi. Huang Yijun fue el musicalizador de la película, y Miao Zhenyu el sonidista.